# Lear (Reimann)
Lear és una obra dramaticomusical en dos actes composta  per Aribert Reimann sobre un llibret en alemany de Claus H. Henneberg, basat en El Rei Lear de William Shakespeare. Es va estrenar el 9 de juliol de 1978 al Teatre Nacional de Múnic de Múnic.